# Nodaria aethiopalis
Nodaria aethiopalis är en fjärilsart som beskrevs av Herrich-Schäffer 1851. Nodaria aethiopalis ingår i släktet Nodaria och familjen nattflyn. Inga underarter finns listade i Catalogue of Life.